# Hypoctonus sylvaticus
Hypoctonus sylvaticus är en spindeldjursart som först beskrevs av Oates 1889.  Hypoctonus sylvaticus ingår i släktet Hypoctonus och familjen Thelyphonidae. Inga underarter finns listade i Catalogue of Life.